# Berita Harian
Berita Harian est un quotidien national malaisienne dont le siège est à Kuala Lumpur. Le Berita Harian a été publié pour la première fois le 1er juillet 1957, marquant ainsi ses débuts en tant que journal majeur en Malaisie. Son édition du dimanche, BH Ahad (rebaptisée le 1er juillet 2012 ; auparavant connue sous le nom de Berita Minggu), a été lancée le 10 juillet 1960.
Le journal a été imprimé au format broadsheet jusqu'au 5 juillet 2008, date à laquelle il est passé à un format plus compact. Dans les années 2000, il a également commencé à cibler les jeunes lecteurs.